# Depressaria chaerophylli
Depressaria chaerophylli — вид лускокрилих комах родини плоских молей (Depressariidae).

## Поширення

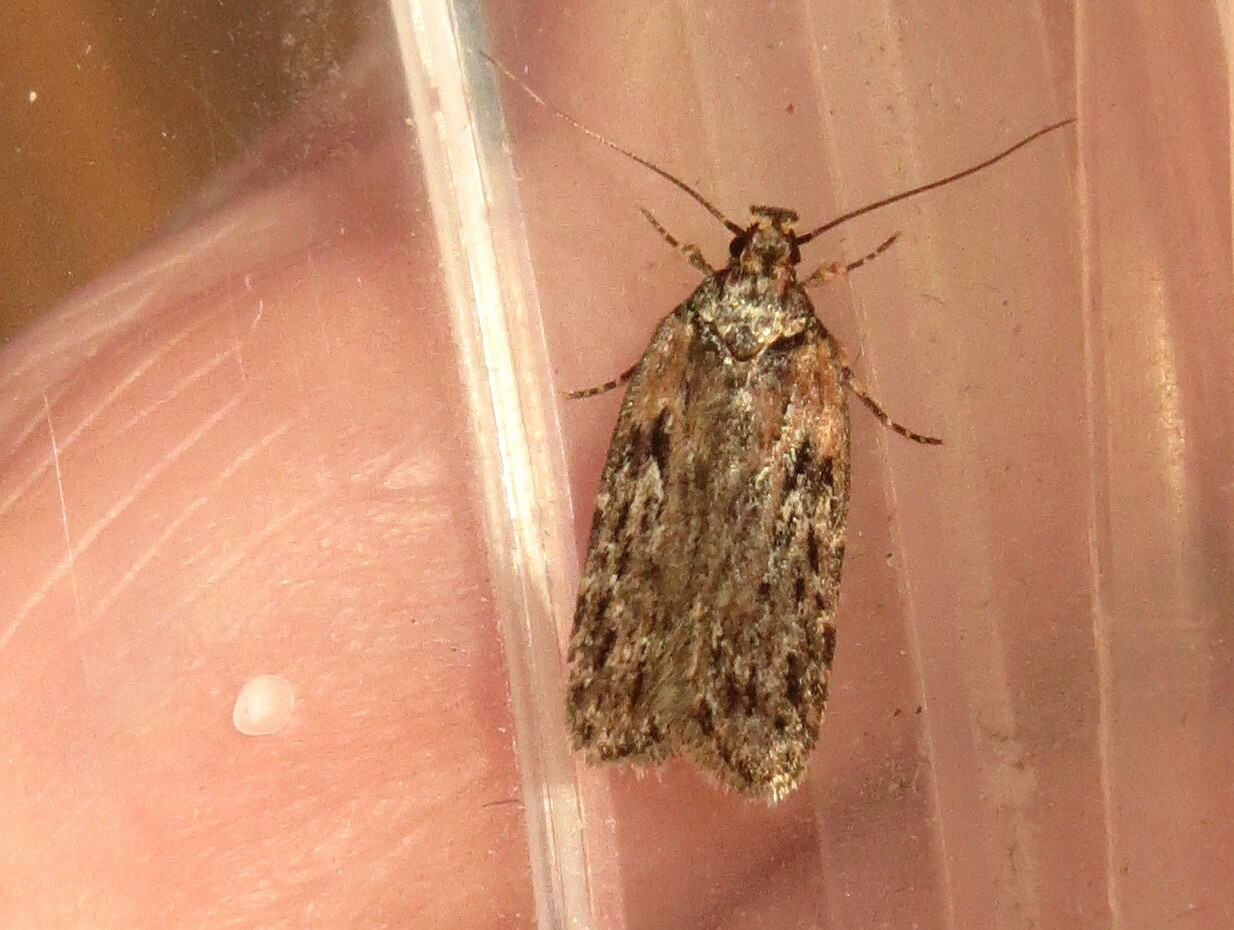

Вид поширений в Європі, Північній Африці, на Близькому Сході та Кавказі. Присутній у фауні України. Ці метелики населяють узлісся, живоплоти та старі лісосмуги.

## Опис
Цей вид дуже схожий на Depressaria depressana і Depressaria pimpinellae.. Depressaria chaerophylli має розмах крил 19–22 мм. Передні крила мають червонувато-коричневий основний колір з розсіяними темно-коричневими точками по краях. Задні крила брудно-білого кольору. На грудях є велика ділянка білястого кольору.

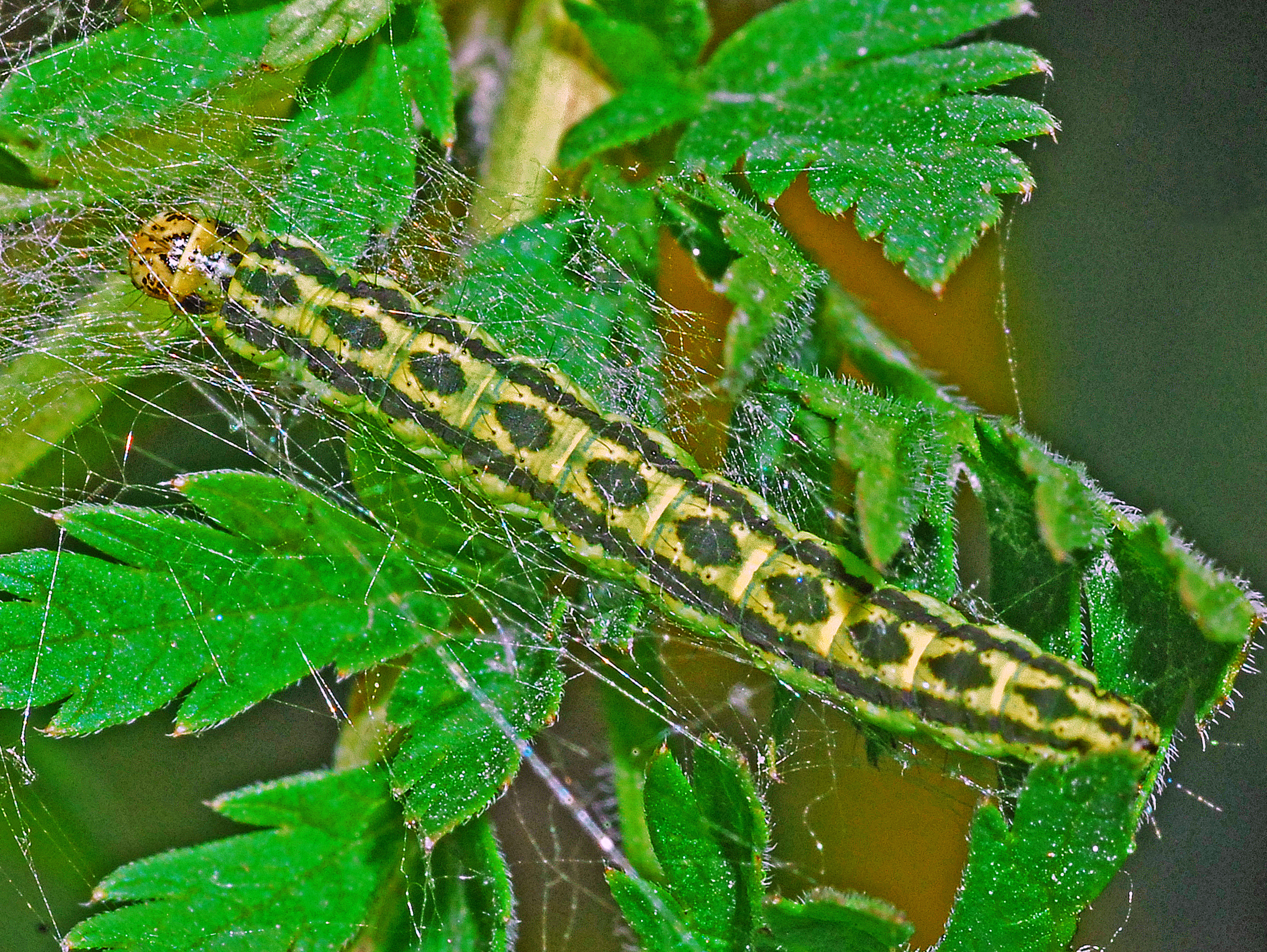
Личинка

Личинки блідо-жовті з блідо-помаранчевою головою, з добре помітними коричневими пастилами і двома коричневими бічними лініями на спині.

## Спосіб життя
Метелики літають з липня по серпень, а потім після зимової сплячки до квітня. Личинки живляться квітками бутня (Chaerophyllum). Вони живуть між квітками рослини-господаря, утворюючи личинкову павутину в суцвіттях.